# Blasticorhinus trichopoda
Blasticorhinus trichopoda là một loài bướm đêm trong họ Noctuidae.